# David Plate
David Plate (* 1971 in Regensburg) ist ein deutscher Jazzmusiker (Gitarre, auch Ukulele; Komposition).

## Leben und Wirken
Plate kam als Kind durch seine Eltern mit klassischer Musik in Kontakt. Ab dem Alter von sechs Jahren erhielt er klassischen Gitarrenunterricht; auch spielte er ein paar Jahre Geige. Ab dem zwölften Lebensjahr lernte er Gitarre bei Helmut Nieberle, der ihn auch in die Welt des Jazz einführte. Parallel dazu spielte er in Rockbands. Mit 21 Jahren begann er, Jazzgitarre am Hermann-Zilcher-Konservatorium Würzburg zu studieren und besuchte Workshops bei John Etheridge sowie Karl Ratzer. Mit 23 Jahren wechselte er an die Hochschule für Musik und Tanz Köln; nachdem er für ein Jahr an der New School in New York City bei Jack Wilkins, Andrei Ryabov, Richie Beirach, Joe Chambers sowie Henry Martin studierte und Workshops bei Mick Goodrick, Joe Diorio, Tal Farlow und Attila Zoller absolvierte, machte er 1997 in Köln seinen Abschluss. Zwischen 1998 und 2001 studierte er an der Folkwang-Hochschule Jazzkomposition und -arrangement bei Peter Herborn.
Seit 2002 spielte Plate mit dem Cellisten Gunther Tiedemann, mit dem er bei der Düsseldorfer Jazz-Rally, beim New Directions Cello Festival in Ithaca und zahlreichen weiteren Musikfestivals auftrat; 2004 und 2010 veröffentlichte das Duo CDs. Mit größeren Besetzungen entstanden Alben wie The Perception (Mons Records 2005) und Bold as Brass (2009). Als Solo-Gitarrist konzertierte er etwa beim Archtop Germany Meeting in Nürnberg, wo sein Album Transparency als CD des Jahres 2008 ausgezeichnet wurde. Seit 2019 arbeitete er auch im Duo mit Sängerin Barbara Barth. Mit seinem Septett legte er das Album Bull´s Eye (2021) vor. Auch gehörte er zu CQ – Cologne Contemporary Ukulele Ensemble.
Plate verfasste Kompositionen für großes Orchester und Chor wie die Psalmenvertonung Sturmwind, der sein Wort vollzieht, die 2013 vom Kölner Domchor, dem Vokalensemble Kölner Dom und dem Gürzenichorchester Köln unter der Leitung von Markus Stenz uraufgeführt wurde. Weiterhin komponierte er ein Konzert für Orchester und Violine, sein Nordisches Ballett (Orgelfassung 2018 mit Winfried Bönig) sowie Das Pleorma (für Sampler, Mezzosopran und Orchester). Als Arrangeur wirkte er etwa für Markus Stockhausen und das Metropole Orkest, Night of Jazz Guitars, die Ersten Bayerischen FilmFoniker, den WDR Rundfunkchor, das WDR Rundfunkorchester sowie die Münchner Symphoniker.
Seit 2014 unterrichtet Plate die Fächer Jazzarrangement und -ensembleleitung an der Hochschule für Musik Detmold; auch hatte er Lehraufträge an der Musikhochschule Köln.